# 汪滔 (工程師)
汪滔（1980年—），浙江杭州人，中華人民共和國工程師，無人飛機公司大疆創新的創辦人。

## 生平
汪滔出生於1980年，在杭州長大，母親是位教師，父親則是一位工程師。後來父母紛紛下海在深圳經商成為小企業主。父母由於工作繁忙，沒時間管教，所以汪滔在小學三年級後就被送回杭州寄宿在老師家中，並在杭州市外国语学校完成中學學業，參加了高考。那段時間汪滔將大部分時間都花在與航模有關的讀物上面——相比中等的學習成績，這種業餘愛好給他帶來了更多的慰藉。
2003年，已經讀大三的汪滔從華東師範大學电子系退學，並向世界一流大學遞上了申請，可最終只有香港科技大學電子及計算機工程學系發來了錄取通知書。2005年，汪滔在香港科技大學開始準備畢業課題，說服老師同意他自己決定畢業課題的方向——研究遙控直升機的飛行控制系統，研究的核心在於使航模能夠自動懸停。這一研究，便成為了汪滔今後的事業道路。
2006年，他和朋友在深圳創立大疆，並成功在2008年把研發的第一款較為成熟的直升機飛行控制系統XP3.1面市。
2011年，汪滔取得香港科技大學電子及計算機工程學哲學碩士。
2015年4月，汪滔獲香港特別行政區政府委任為創新及科技諮詢委員會非官方委員。